# Pavao Baranyai
Pavao Baranyai (Zagreb, 17. srpnja 1912. – Zagreb, 1. veljače 1984.), hrvatski arhitekt.
Studirao na Tehničkom fakultetu u Zagrebu. Jedno vrijeme radio u atelijeru kod oca Aladara Baranyaia. Radio je u funkcionalističkom i racionalističkom duhu. Projektirao je stambene i industrijske objekte u Zagrebu i Varaždinu.

## Najvažnija ostvarenja
Bogovićeva 1a, Zagreb, 1956.
Martićeva/Vojnovićeva, Zagreb, 1957.
Savska/ Vukotinovićeva, Zagreb,1959.